# 拱橋棋
拱橋棋（Ponte del Diavolo），原文義大利語是魔鬼橋，是Martin Ebel於2007年推出的兩人棋類，
為紀念通橋棋所作。

## 棋具
- 棋盤為10*10棋格。線上版有12*12棋格的變體[1]。

- 平扁狀木棋片，代表沙洲，以藍白顏色區分敵我，每方各有四十片。

- 拱狀木製物，代表拱橋，長度為三棋格，雙方共用十五座。

## 規則
- 遊戲有幾個稱呼。
  - 沙洲：指以邊相連在三個以下的己方棋片群。
  - 島：指以邊相連，正好四個己方棋片群。
  - 孤島：指沒橋在上面或是只有連到沙洲的島。
  - 相連島：指有橋相連到其他島的島，或是橋先連到沙洲，最後再連至其他島。

- 每方回合會進行兩種動作之一。 
  - 放置沙洲：把己方的兩棋片放在任何兩空棋格上，放棋片時不可與己方的島以邊或角相連，上方也不可以已有橋經過。
  - 放置拱橋：把一座橋放在己方的兩棋片上，其相隔必須為一空白棋格。每個棋片上最多只能有一座橋。

- 當先手方不能執行以上兩個動作之一時須棄權；當後手方不能執行以上兩個動作之一時，遊戲結束。

- 遊戲結束時，計算己方的相連島總數。孤島則一座一分。若總分數相同，則擁有島數多者為勝；若島數也相同，則擁有橋數多者為勝[2]。

| 相連島總數 | 分數 |
| 2座        | 3分  |
| 3座        | 6分  |
| 4座        | 10分 |
| 5座        | 15分 |
| 6座        | 21分 |
| 7座        | 28分 |
| 8座        | 36分 |

## 外部連結
- 遊戲介紹 （页面存档备份，存于）